# Jan Paul van Hecke
Pour les articles homonymes, voir Van Hecke.
Jan Paul van Hecke, né le 8 juin 2000 à Arnemuiden aux Pays-Bas, est un footballeur néerlandais qui évolue au poste de défenseur central à Brighton & Hove Albion.

## Biographie

### Débuts
Né à Arnemuiden aux Pays-Bas, Jan Paul van Hecke commence sa carrière professionnelle au NAC Breda. Le club évolue en deuxième division néerlandaise lorsqu'il joue son premier match, le 16 août 2019 face à Helmond Sport. Il entre en jeu à la place de Nacho Monsalve (en) et son équipe l'emporte par cinq buts à un.

### Brighton et prêts
Le 10 septembre 2020, van Hecke signe en faveur de Brighton & Hove. Il est directement prêté pour une saison au SC Heerenveen,. Il découvre alors l'Eredivisie, l'élite du football néerlandais, en effectuant ses débuts contre le Fortuna Sittard, le 19 septembre 2020. Il est titularisé et son équipe l'emporte par trois buts à un.
Le 29 août 2021, il est prêté pour une saison à Blackburn Rovers.

### Retour à Brighton
Van Hecke fait son retour à Brighton à l'été 2022. Il joue son premier match pour le club le 24 août 2022, lors d'une rencontre de coupe de la Ligue anglaise face au Forest Green Rovers. Il est titularisé, et son équipe s'impose par trois buts à zéro,.
Après avoir joué 13 matchs lors de sa première saison à Brighton, il prolonge son contrat avec le club le 13 juillet 2023.

### En sélection
Jan Paul van Hecke est convoqué pour la première fois avec l'équipe des Pays-Bas espoirs en mars 2022. Il joue toutefois son premier match avec les espoirs lors du rassemblement suivant, le 3 juin 2022, contre la Moldavie, où il entre en jeu (0-3 pour les Pays-Bas score final).